# Peix demersal

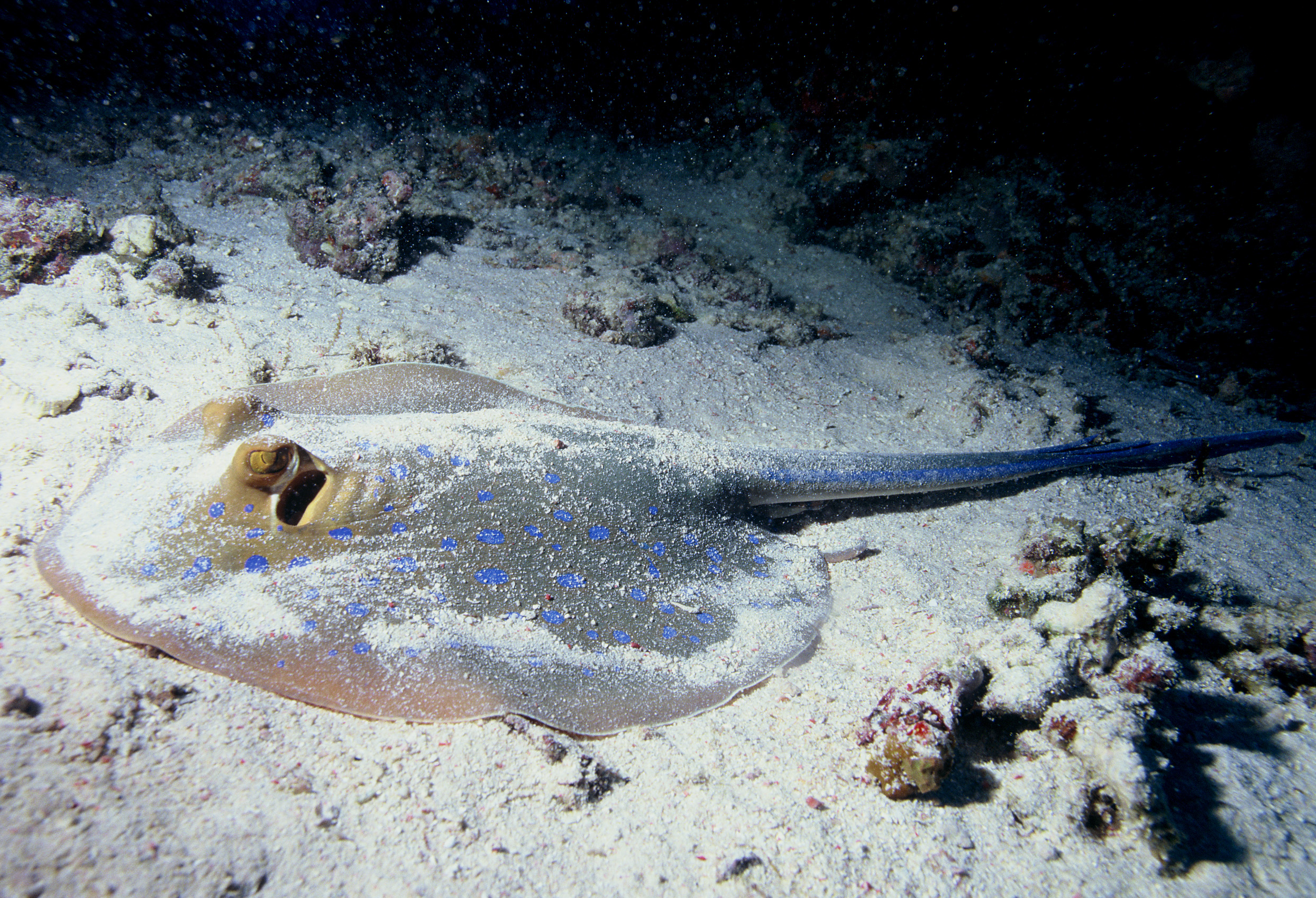
La rajada de taques blaves s'està al llit marí

Els peixos demersals són aquells peixos que viuen al llit marí o a prop, o al fons dels llacs. El fons marí i els llits dels llacs normalment consten de fang, sorra, grava o roques. En les aigües costaneres, es troben damunt o a prop de la plataforma continental, i en aigües profundes es troben sobre el talús continental o al llarg de l'elevació continental. Normalment no es troben en la zona abissal.
La paraula demersal prové del llatí demergere, que significa 'enfonsar-se'.
Els peixos demersals s'alimenten dels animals del fons del mar, no pas com els peixos pelàgics que viuen i s'alimenten en la columna d'aigua.

## Tipus
Els peixos demersals es poden dividir en dos tipus:
- Bentònics o estrictament demersals.
- Bentopelàgics, que poden flotar en la columna d'aigua just per sobre del fons marí; la majoria dels peixos demersals són d'aquest segon tipus.